# Damian Szymański
Damian Dawid Szymański (ur. 16 czerwca 1995 w Kraśniku) – polski piłkarz występujący na pozycji pomocnika w polskim klubie Legia Warszawa oraz w reprezentacji Polski.

## Kariera klubowa
Jest wychowankiem Międzyszkolnego Uczniowskiego Klubu Sportowego Kraśnik. Następnie był zawodnikiem drużyn młodzieżowych Stali Kraśnik oraz GKS-u Bełchatów.
22 lutego 2013 został zgłoszony przez GKS Bełchatów do rozgrywek Ekstraklasy, lecz w sezonie 2012/2013 nie wystąpił w żadnym meczu pierwszej drużyny bełchatowskiego klubu, grał jedynie w rozgrywkach Młodej Ekstraklasy.
10 lipca 2013 podpisał nową, dwuletnią umowę z GKS-em Bełchatów z opcją przedłużenia o kolejny rok. Kontrakt obowiązywał do 30 czerwca 2016 roku.
W Ekstraklasie zadebiutował 18 sierpnia 2014 w zremisowanym 1:1 wyjazdowym spotkaniu 5. kolejki sezonu 2014/2015 przeciwko Podbeskidziu Bielsko-Biała, zmieniając w 76. minucie Patryka Rachwała.
25 maja 2015 podczas meczu z Ruchem Chorzów zerwał ścięgno Achillesa, co oznacza, że czeka go od czterech do sześciu miesięcy przerwy. Sezon 2014/2015 zakończył z dorobkiem trzech asyst (jedną zaliczył w fazie zasadniczej – 30. kolejka, a dwie w fazie finałowej – 31. i 33. kolejka), a GKS Bełchatów spadł do I ligi.
28 czerwca 2016 dołączył do Jagiellonii Białystok, z którą związał się 3 letnim kontraktem.
17 sierpnia 2017 podpisał dwuletni kontrakt z Wisłą Płock z opcją przedłużenia go o kolejny sezon.
Do tej pory wystąpił w 35 meczach Ekstraklasy.
12 stycznia 2019 podpisał kontrakt z rosyjskim klubem Achmat Grozny.
13 stycznia 2020 został wypożyczony do greckiego klubu AEK Ateny. Po półrocznym wypożyczeniu został wykupiony przez grecki klub, podpisując 4-letni kontrakt.
14 sierpnia 2025 podpisał 4-letni kontrakt z Legią Warszawa.

## Kariera reprezentacyjna

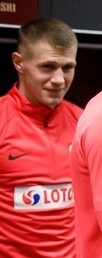
Damian Szymański w 2019 jako piłkarz reprezentacji Polski

W reprezentacji Polski U-21 zadebiutował 9 października 2014 roku w wygranym 2:1 meczu z reprezentacją Włoch U-21 w ramach towarzyskiego Turnieju Czterech Narodów, zmieniając w 66. minucie Radosława Murawskiego. Cztery dni później, w spotkaniu z reprezentacją Szwajcarii U-21, już jednak nie wystąpił z powodu odnowienia się urazu mięśni pleców. Drugi występ zaliczył przeciwko reprezentacji Niemiec U-21 18 listopada 2014 roku w przegranym 0:2 meczu również w ramach towarzyskiego Turnieju Czterech Narodów, w 77. minucie został zmieniony przez Maika Lukowicza.
7 września 2018 zadebiutował w reprezentacji Polski w zremisowanym 1:1 meczu Ligi Narodów z Włochami, zmieniając w 55. minucie Mateusza Klicha.
8 września 2021 strzelił swoją pierwszą bramkę dla reprezentacji Polski w meczu eliminacji mistrzostw świata przeciwko Anglii na Stadionie Narodowym w Warszawie.

## Statystyki kariery klubowej
Stan na 20 sierpnia 2022
| Klub                  | Sezon              | Liga               | Liga  | Liga   | Puchar krajowy | Puchar krajowy | Europa | Europa | Suma  | Suma   |
| Klub                  | Sezon              | Liga               | Mecze | Bramki | Mecze          | Bramki         | Mecze  | Bramki | Mecze | Bramki |
| --------------------- | ------------------ | ------------------ | ----- | ------ | -------------- | -------------- | ------ | ------ | ----- | ------ |
| GKS Bełchatów         | 2013/14            | I liga             | 19    | 2      | 1              | 0              | –      | –      | 20    | 2      |
| GKS Bełchatów         | 2014/15            | Ekstraklasa        | 19    | 0      | 2              | 0              | –      | –      | 21    | 0      |
| GKS Bełchatów         | 2015/16            | I liga             | 10    | 0      | 0              | 0              | –      | –      | 10    | 0      |
| Jagiellonia Białystok | 2016/17            | Ekstraklasa        | 15    | 1      | 1              | 0              | –      | –      | 16    | 1      |
| Jagiellonia Białystok | 2017/18            | Ekstraklasa        | 1     | 0      | 0              | 0              | –      | –      | 1     | 0      |
| Wisła Płock           | 2017/18            | Ekstraklasa        | 29    | 4      | 0              | 0              | –      | –      | 29    | 4      |
| Wisła Płock           | 2018/19            | Ekstraklasa        | 20    | 2      | 3              | 2              | –      | –      | 23    | 4      |
| Achmat Grozny         | 2018/19            | Priemjer-Liga      | 9     | 0      | 0              | 0              | –      | –      | 9     | 0      |
| Achmat Grozny         | 2019/20            | Priemjer-Liga      | 4     | 0      | 0              | 0              | –      | –      | 4     | 0      |
| AEK Ateny             | 2019/20            | Superleague Ellada | 16    | 1      | 5              | 0              | –      | –      | 21    | 1      |
| AEK Ateny             | 2020/21            | Superleague Ellada | 21    | 3      | 6              | 1              | –      | –      | 27    | 4      |
| AEK Ateny             | 2021/22            | Superleague Ellada | 32    | 2      | 3              | 0              | 2      | 0      | 37    | 2      |
| AEK Ateny             | 2022/23            | Superleague Ellada | 1     | 0      | 0              | 0              | –      | –      | 1     | 0      |
| Łącznie w karierze    | Łącznie w karierze | Łącznie w karierze | 196   | 15     | 21             | 3              | 2      | 0      | 219   | 18     |

## Statystyki kariery reprezentacyjnej
Stan na 10 czerwca 2024.
| Reprezentacja | Rok     | Mecze | Bramki |
| ------------- | ------- | ----- | ------ |
| Polska        | 2018    | 4     | 0      |
| Polska        | 2021    | 3     | 1      |
| Polska        | 2022    | 3     | 0      |
| Polska        | 2023    | 7     | 1      |
| Polska        | 2024    | 1     | 0      |
| Ogólnie       | Ogólnie | 18    | 2      |

| Reprezentacja U-21 | Reprezentacja U-21 | Reprezentacja U-21 | Reprezentacja U-21 | Reprezentacja U-21 | Reprezentacja U-21 | Reprezentacja U-21 | Reprezentacja U-21 |
| Lp.                | Data               | Miasto             | Przeciwnik         | Gol                | Wynik              | Rozgrywki          |                    |
| ------------------ | ------------------ | ------------------ | ------------------ | ------------------ | ------------------ | ------------------ | ------------------ |
| 1.                 | 09.10.2014         | Lublin             | Włochy U-21        |                    | 2:1                | towarzyski         |                    |
| 2.                 | 18.11.2014         | Szczecin           | Niemcy U-21        |                    | 0:2                | towarzyski         |                    |
| Polska             |                    |                    |                    |                    |                    |                    |                    |
| Lp.                | Data               | Miasto             | Przeciwnik         | Gol                | Wynik              | Rozgrywki          |                    |
| 1.                 | 07.09.2018         | Bolonia            | Włochy             |                    | 1:1                | LN 2018/2019       |                    |
| 2.                 | 11.09.2018         | Wrocław            | Irlandia           |                    | 1:1                | towarzyski         |                    |
| 3.                 | 14.10.2018         | Chorzów            | Włochy             |                    | 0:1                | LN 2018/2019       |                    |
| 4.                 | 20.11.2018         | Guimarães          | Portugalia         |                    | 1:1                | LN 2018/2019       |                    |
| 5.                 | 05.09.2021         | Serravalle         | San Marino         |                    | 7:1                | el. MŚ 2022        |                    |
| 6.                 | 08.09.2021         | Warszawa           | Anglia             | Gol                | 1:1                | el. MŚ 2022        |                    |
| 7.                 | 12.11.2021         | Andora             | Andora             |                    | 4:1                | el. MŚ 2022        |                    |
| 8.                 | 08.06.2022         | Bruksela           | Belgia             |                    | 1:6                | LN 2022/2023       |                    |
| 9.                 | 16.11.2022         | Warszawa           | Chile              |                    | 1:0                | towarzyski         |                    |
| 10.                | 30.11.2022         | Doha               | Argentyna          |                    | 0:2                | MŚ 2022            |                    |
| 11.                | 24.03.2023         | Praga              | Czechy             | Gol                | 1:3                | el. ME 2024        |                    |
| 12.                | 27.03.2023         | Warszawa           | Albania            |                    | 1:0                | el. ME 2024        |                    |
| 13.                | 16.06.2023         | Warszawa           | Niemcy             |                    | 1:0                | towarzyski         |                    |
| 14.                | 20.06.2023         | Kiszyniów          | Mołdawia           |                    | 2:3                | el. ME 2024        |                    |
| 15.                | 07.09.2023         | Warszawa           | Wyspy Owcze        |                    | 2:0                | el. ME 2024        |                    |
| 16.                | 17.11.2023         | Warszawa           | Czechy             |                    | 1:1                | el. ME 2024        |                    |
| 17.                | 21.11.2023         | Warszawa           | Łotwa              |                    | 2:0                | towarzyski         |                    |
| 18.                | 10.06.2024         | Warszawa           | Turcja             |                    | 2:1                | towarzyski         |                    |

## Sukcesy

### GKS Bełchatów
- Mistrzostwo I ligi: 2013/2014

### AEK Ateny
- Mistrzostwo Grecji: 2022/2023
- Puchar Grecji: 2022/2023